# Karine Muijlwijk
Karine Muijlwijk est une ancienne joueuse néerlandaise de volley-ball née le 16 février 1988 à Gouda. Elle mesure 1,82 m et jouait au poste d'attaquante. Elle a totalisé 6 sélections en équipe des Pays-Bas. Elle a mis un terme à sa carrière de volleyeuse professionnelle en 2017.

## Clubs
| Club               | De        | À         |
| ------------------ | --------- | --------- |
| VC Weert           | 2006-2007 | 2008-2009 |
| Sliedrecht Sport   | 2009-2010 | 2010-2011 |
| VT Aurubis Hamburg | 2011-2012 | 2011-2012 |
| Alemannia Aachen   | 2012-2013 | 2012-2013 |
| 1. VC Wiesbaden    | 2013-2014 | 2014-2015 |
| VT Aurubis Hamburg | 2015-2016 | 2016-2017 |